# Мозіннінг
Мозіннінг (нім. Moosinning) — громада в Німеччині, розташована в землі Баварія. Підпорядковується адміністративному округу Верхня Баварія. Входить до складу району Ердінг.
Площа — 39,96 км2. Населення становить 6004 ос. (станом на 31 грудня 2020).